# Resolutie 288 Veiligheidsraad Verenigde Naties
Resolutie 288 van de Veiligheidsraad van de Verenigde Naties werd op 17 november 1970 unaniem aangenomen.

## Achtergrond
In 1965 riep de blanke minderheidsregering in de Britse kolonie Zuid-Rhodesië illegaal de onafhankelijkheid uit. De Verenigde Naties veroordeelden dit en er kwamen sancties. Ondanks de oproep van de Veiligheidsraad bleven sommige landen banden onderhouden met het illegale regime in Zuid-Rhodesië.

## Inhoud
De Veiligheidsraad had de kwestie Zuid-Rhodesië overwogen. De resoluties 216, 217, 221, 232, 253 en 277 werden herbevestigd.
De Veiligheidsraad was erg bezorgd om het feit dat sommige landen niet hadden voldaan aan de voorwaarden in de resoluties 232, 253 en 277, ondanks hun verplichtingen in artikel °25 van het Handvest van de Verenigde Naties. De verantwoordelijkheid van het Verenigd Koninkrijk om het volk van Zuid-Rhodesië zelfbeschikking en onafhankelijkheid te geven en in het bijzonder het beëindigen van de illegale onafhankelijkheidsverklaring, werd herbevestigd.
De Veiligheidsraad hield rekening met het derde rapport van het in resolutie 253 opgerichte comité.
De Veiligheidsraad handelde in overeenstemming met voorgaande beslissingen:
1. Herbevestigde zijn veroordeling van de illegale onafhankelijkheidsverklaring van Zuid-Rhodesië.
2. Riep het Verenigd Koninkrijk op om de illegale rebellie snel te beëindigen en het volk zelfbeschikking te verlenen.
3. Besloot dat de huidige sancties tegen Zuid-Rhodesië van kracht blijven.
4. Drong erop aan dat alle landen de resoluties uitvoeren en betreurt dat sommige het illegale regime morele-, politieke- en economische steun blijven geven.
5. Drong er bovendien op aan dat alle landen het illegale regime op geen enkele manier zouden erkennen.
6. Besloot actief op de hoogte te blijven.

## Verwante resoluties
- Resolutie 253 Veiligheidsraad Verenigde Naties
- Resolutie 277 Veiligheidsraad Verenigde Naties
- Resolutie 314 Veiligheidsraad Verenigde Naties
- Resolutie 318 Veiligheidsraad Verenigde Naties

Lijst ·  276 ·  277 ·  278 ·  279 ·  280 ·  281 ·  282 ·  283 ·  284 ·  285 ·  286 ·  287 ·  288 ·  289 ·  290 ·  291